# François Jules Pictet de la Rive
François-Jules Pictet de la Rive (Genève, 27 september 1809 - aldaar, 15 maart 1872) was een Zwitsers zoöloog, entomoloog en paleontoloog. 

## Biografie
François-Jules Pictet de la Rive studeerde eerst in Genève en daarna bij Georges Cuvier en Blainville in Parijs. Na zijn terugkeer in Genève werkte hij samen met Augustin Pyramus de Candolle. In 1835 werd hij benoemd tot hoogleraar in de zoölogie en anatomie aan de universiteit van Genève. Later doceerde hij daar ook geologie en paleontologie. Zijn onderzoeksgebied was de entomologie en paleontologie. 
Hij was rector van de Universiteit van Genève van 1847 tot 1850 en van 1866 tot 1868. Hij was jarenlang lid van het Geneefse kantonnale parlement, waarvan hij voorzitter was in 1863 en 1864. 
Pictet de la Rive was de neef van de linguïst Adolphe Pictet.

## Werken
- Histoire naturelle des insectes névroptères, Genève 1841-43.
- Traité de paléontologie, Parijs 1853-57
- Description des mollusques fossiles dans les environs de Genève, Parijs 1847-51.
- Les poissons fossiles du mont Liban, Parijs 1850
- Nouvelles recherches, 1866
- Mélanges paléontologiques, Parijs 1863-1867

- Bibliothèque nationale de France: cb123913973 (data)
- Stuttgart Database of Scientific Illustrators 1450–1950: 9981
- Gemeinsame Normdatei: 116179147
- Historisch woordenboek van Zwitserland: 003884
- International Standard Name Identifier: 0000 0001 2128 9614
- Library of Congress Control Number: n87818884
- Nationale Bibliotheek van Tsjechië: xx0324134
- Nationale bibliotheek van Australië: 35975466
- Nederlandse Thesaurus van Auteursnamen: 160187680
- Réseau des bibliothèques de Suisse occidentale: 02-A005547572
- SNAC: w6dn89nc
- Système universitaire de documentation: 074746774
- Trove: 1169987
- Virtual International Authority File: 39461536
- WorldCat: E39PBJkD38x3YQ7R87Jv3rYByd